# سیارک ۱۹۵۳۱
سیارک ۱۹۵۳۱ (به انگلیسی: 19531 Charton، نامگذاری:1999GM32) نوزده هزار و پانصد و سی و یکمین سیارک کشف شده‌است که در ۷ آوریل ۱۹۹۹ کشف شد.
قدر مطلق سیارک برابر ۱۰.۲ است.